# Vicenza Calcio 1991-1992
Questa voce raccoglie le informazioni riguardanti il Vicenza Calcio nelle competizioni ufficiali della stagione 1991-1992.

## Stagione
Nell'annata 1991-1992 arrivò dalla Fidelis Andria il capitano Giovanni Lopez, e dopo quasi 11 anni ritornò alla guida della squadra Renzo Ulivieri. Al termine del campionato la squadra biancorossa si piazzò quarta con 40 punti, a 5 punti di distacco dalla promozione nella serie cadetta.
Miglior marcatore in campionato fu  Artistico con 10 reti. Seguito da Civeriati con 9, Gasparini con 5, Zironelli con 3,  Scapolo con 2 e Lopez, Pellizzaro, Praticò e Valoti con 1 rete.

## Divise e sponsor
- Sponsor tecnico: Adidas
- Sponsor ufficiale: Pal Zileri

## Organigramma societario
- Direttore Generale: Sergio Gasparin

## Rosa
| N. |                   | Ruolo | Calciatore          |
| -- | ----------------- | ----- | ------------------- |
|    | Italia (bandiera) | P     | Domenico Doardo     |
|    | Italia (bandiera) | P     | Vincenzo Nunziata   |
|    | Italia (bandiera) | P     | Giorgio Sterchele   |
|    | Italia (bandiera) | D     | Michele Albarello   |
|    | Italia (bandiera) | D     | Ivan Campese        |
|    | Italia (bandiera) | D     | Alessandro Castagna |
|    | Italia (bandiera) | D     | Maurizio Ferrarese  |
|    | Italia (bandiera) | D     | Giovanni Lopez      |
|    | Italia (bandiera) | D     | Francesco Maino     |
|    | Italia (bandiera) | D     | Antonino Praticò    |
|    | Italia (bandiera) | D     | Gianfranco Zanotto  |
|    | Italia (bandiera) | C     | Stefano Civeriati   |
|    | Italia (bandiera) | C     | Mauro Conte         |
|    | Italia (bandiera) | C     | Domenico Di Carlo   |

| N. |                   | Ruolo | Calciatore           |
| -- | ----------------- | ----- | -------------------- |
|    | Italia (bandiera) | C     | Luciano Feliciani    |
|    | Italia (bandiera) | C     | Augusto Gabriele     |
|    | Italia (bandiera) | C     | Federico Lunardon    |
|    | Italia (bandiera) | C     | Rocco Massimo Macrì  |
|    | Italia (bandiera) | C     | Emanuele Pellizzaro  |
|    | Italia (bandiera) | C     | Cristiano Scapolo    |
|    | Italia (bandiera) | C     | Federico Smanio      |
|    | Italia (bandiera) | C     | Aladino Valoti       |
|    | Italia (bandiera) | C     | Mauro Zironelli      |
|    | Italia (bandiera) | A     | Edoardo Artistico    |
|    | Italia (bandiera) | A     | Alain Borriero       |
|    | Italia (bandiera) | A     | Ferdinando Gasparini |
|    | Italia (bandiera) | A     | Roberto Ria          |

## Calciomercato

### Sessione autunnale-invernale
| Acquisti | Acquisti          | Acquisti | Acquisti |
| R.       | Nome              | da       | Modalità |
| -------- | ----------------- | -------- | -------- |
| C        | Stefano Civeriati | Venezia  | -        |
| A        | Roberto Ria       | Cecina   | -        |

| Cessioni | Cessioni            | Cessioni | Cessioni |
| R.       | Nome                | a        | Modalità |
| -------- | ------------------- | -------- | -------- |
| D        | Francesco Maino     | Bassano  | -        |
| C        | Rocco Massimo Macrì | Spezia   | -        |

## Risultati

### Serie C1

#### Girone di andata
| 15 settembre 1991 1ª giornata | Como | 2 – 0 | Vicenza |  |

| 22 settembre 1991 2ª giornata | Vicenza | 5 – 0 | Siena |  |

| 29 settembre 1991 3ª giornata | Pro Sesto | 1 – 1 | Vicenza |  |

| 6 ottobre 1991 4ª giornata | Vicenza | 0 – 0 | Carpi |  |

| 13 ottobre 1991 5ª giornata | Triestina | 0 – 0 | Vicenza |  |

| 20 ottobre 1991 6ª giornata | Vicenza | 2 – 0 | Empoli |  |

| 27 ottobre 1991 7ª giornata | Massese | 0 – 0 | Vicenza |  |

| 10 novembre 1991 8ª giornata | Vicenza | 0 – 0 | Monza |  |

| 17 novembre 1991 9ª giornata | Vicenza | 0 – 0 | SPAL |  |

| 24 novembre 1991 10ª giornata | Palazzolo | 0 – 0 | Vicenza |  |

| 1º dicembre 1991 11ª giornata | Vicenza | 2 – 2 | Spezia |  |

| 8 dicembre 1991 12ª giornata | Chievo | 0 – 0 | Vicenza |  |

| 15 dicembre 1991 13ª giornata | Vicenza | 2 – 1 | Alessandria |  |

| 22 dicembre 1991 14ª giornata | Pavia | 0 – 0 | Vicenza |  |

| 29 dicembre 1991 15ª giornata | Baracca Lugo | 1 – 1 | Vicenza |  |

| 12 gennaio 1992 16ª giornata | Vicenza | 2 – 0 | Arezzo |  |

| 19 gennaio 1992 17ª giornata | Casale | 0 – 1 | Vicenza |  |

#### Girone di ritorno
| 26 gennaio 1992 18ª giornata | Vicenza | 0 – 0 | Como |  |

| 9 febbraio 1992 19ª giornata | Siena | 1 – 0 | Vicenza |  |

| 16 febbraio 1992 20ª giornata | Vicenza | 1 – 1 | Pro Sesto |  |

| 23 febbraio 1992 21ª giornata | Carpi | 1 – 2 | Vicenza |  |

| 1º marzo 1992 22ª giornata | Vicenza | 1 – 0 | Triestina |  |

| 8 marzo 1992 23ª giornata | Empoli | 1 – 1 | Vicenza |  |

| 15 marzo 1992 24ª giornata | Vicenza | 1 – 1 | Massese |  |

| 23 marzo 1992 25ª giornata | Monza | 0 – 0 | Vicenza |  |

| 5 aprile 1992 26ª giornata | SPAL | 3 – 1 | Vicenza |  |

| 12 aprile 1992 27ª giornata | Vicenza | 0 – 0 | Palazzolo |  |

| 18 aprile 1992 28ª giornata | Spezia | 1 – 0 | Vicenza |  |

| 26 aprile 1992 29ª giornata | Vicenza | 1 – 0 | Chievo |  |

| 3 maggio 1992 30ª giornata | Alessandria | 2 – 0 | Vicenza |  |

| 10 maggio 1992 31ª giornata | Vicenza | 3 – 0 | Pavia |  |

| 17 maggio 1992 32ª giornata | Vicenza | 4 – 2 | Baracca Lugo |  |

| 24 maggio 1992 33ª giornata | Arezzo | 0 – 0 | Vicenza |  |

| 31 maggio 1992 34ª giornata | Vicenza | 3 – 0 | Casale |  |

## Statistiche

### Statistiche di squadra
| Competizione         | Punti | In casa | In casa | In casa | In casa | In casa | In casa | In trasferta | In trasferta | In trasferta | In trasferta | In trasferta | In trasferta | Totale | Totale | Totale | Totale | Totale | Totale | DR  |
| Competizione         | Punti | G       | V       | N       | P       | Gf      | Gs      | G            | V            | N            | P            | Gf           | Gs           | G      | V      | N      | P      | Gf     | Gs     | DR  |
| -------------------- | ----- | ------- | ------- | ------- | ------- | ------- | ------- | ------------ | ------------ | ------------ | ------------ | ------------ | ------------ | ------ | ------ | ------ | ------ | ------ | ------ | --- |
| Serie C1             | 40    | 17      | 9       | 8       | 0       | 27      | 7       | 17           | 2            | 10           | 5            | 7            | 13           | 34     | 11     | 18     | 5      | 34     | 20     | +14 |
| Coppa Italia Serie C | -     | 2       | 1       | 1       | 0       | 2       | 1       | 2            | 1            | 0            | 1            | 1            | 2            | 4      | 2      | 1      | 1      | 3      | 3      | 0   |
| Totale               | -     | 19      | 10      | 9       | 0       | 29      | 8       | 19           | 3            | 10           | 6            | 8            | 15           | 38     | 13     | 19     | 6      | 37     | 23     | +14 |